# Traugott Bender
Traugott Bender (* 11. Mai 1927 in Tübingen; † 5. Februar 1979 in Karlsruhe) war ein deutscher Politiker (CDU) und Jurist.

## Leben
Der Sohn des späteren Landesbischofs der Evangelischen Landeskirche in Baden Julius Bender wuchs in Südbaden auf und machte in Lahr das Abitur. Nach dem Kriegsdienst studierte er Theologie und Jura und wurde promoviert. Seinen Referendarsdienst leistete er in Karlsruhe ab, nach dem Staatsexamen war er als Rechtsanwalt tätig.
Seine politische Karriere begann er 1959 im Gemeinderat in Karlsruhe, dem er bis 1972 angehörte. 1964 wurde er in den Landtag von Baden-Württemberg gewählt, dem er bis zu seinem Tod 1979 angehörte (Nachfolgerin Barbara Schäfer). 1972 berief ihn Ministerpräsident Hans Filbinger zum Justizminister Baden-Württembergs. Im Jahr 1975 war Bender in die Abhöraffäre von Stammheim verwickelt. Am 20. Oktober 1977 erklärte er wegen der Terroristensuizide in der Todesnacht von Stammheim seinen Rücktritt. Politisch übernahm er damit insbesondere dafür die Verantwortung, dass Schusswaffen unbemerkt in eine Strafanstalt gelangen konnten. SPD-Oppositionsführer Erhard Eppler versicherte im Landtag, dass er nicht an der (persönlichen) Integrität von Justizminister Traugott Bender zweifeln würde.
In der Folgezeit widmete sich Bender wieder vermehrt seiner Anwaltstätigkeit, doch schon zwei Jahre später verstarb er in Karlsruhe an den Folgen eines Hirnschlags. Er liegt auf dem Hauptfriedhof Karlsruhe begraben.
Neben seiner hauptberuflichen politischen Arbeit war Traugott Bender in verschiedenen kirchlichen Ämtern und Ehrenämtern aktiv: er war Synodaler der Evangelischen Landeskirche in Baden, Verwaltungsratsvorsitzender des südbadischen Diakonissenhauses Nonnenweier, Verwaltungsrat beim Karlsruher Diakonissenhaus Bethlehem und Vorsitzender des Diakonischen Werks Baden.

## Ehrungen
Im Jahr 1974 wurde eine Stiftung ins Leben gerufen, die satzungsgemäß straffällig gewordenen Bürgern zwecks Resozialisierung zinsfreie Darlehen gewähren kann. Nach seinem Tod 1979 wurde die Stiftung nach ihm benannt, seitdem heißt sie „Resozialisierungsfonds Dr. Traugott Bender“.
1979 wurde der Traugott-Bender-Sportpark im Karlsruher Stadtteil Waldstadt nach ihm benannt.
1981 stiftete die baden-württembergische Landes-CDU zur Erinnerung an ihn und sein Wirken den Traugott-Bender-Preis.